# BSG Lokomotive Magdeburg
Die BSG Lokomotive Magdeburg (kurz Lok Magdeburg) war ein ostdeutscher Sportverein. Er existierte von 1948 bis 1990. Rechtsnachfolger wurde der 1990 gegründete ESV Lok Magdeburg.

## Geschichte
Die BSG Lokomotive Magdeburg wurde 1948 als Eisenbahnsportverein gegründet. Im Feld- und Hallenhockey verzeichnete der Verein mehrere Medaillengewinne bei DDR-Mannschaftsmeisterschaften. Auch im Badminton schaffte es der Verein bis in die höchste Spielklasse der DDR. Mit der Gründung des ESV Lok Magdeburg 1990 und der damit verbundenen Aufnahme in den Verband Deutscher Eisenbahner-Sportvereine trennten sich mehrere Sparten in den Folgejahren vom Hauptverein und gründeten eigene Vereine (Badminton, Fußball, Motorsport und Tennis). Weitere Abteilungen wechselten zu anderen Sportvereinen der Stadt (Basketball, Hockey, Leichtathletik, Meilenlauf, Radsport/Triathlon und Wandern).

## Erfolge

### Badminton
1969 DDR-Oberliga 8. Platz
1975 3. Platz DDR-Meisterschaft Damendoppel (Karin Hahndorf mit Katrin Rost von Lok Gera)
1975 3. Platz DDR-Meisterschaft Damendoppel (Karin Hahndorf mit Christel Sommer von der HSG DHfK Leipzig)
1979 3. Platz DDR-Meisterschaft Mixed (Reinhard Schille / Karin Hahndorf)

### Handball
Vor dem Mauerbau nahmen die Handballer unter dem Namen BSG Lokomotive Südost Magdeburg zweimal am Internationalen Handballturnier um den Grenzlandpokal in Lörrach teil. 1955 wurde im Endspiel der Bayernmeister TSV Zirndorf mit 18:14 Toren besiegt. 1956 reichte es durch einen 14:7-Erfolg gegen den TSG Oßweil zum dritten Platz.

### Hockey
1960 DDR-Meister Hallenhockey Herren
1968, 1973 DDR-Vizemeister Hallenhockey Herren
1965, 1970, 1971, 1975, 1976 3. Platz Hallenhockey Herren
1968 DDR-Vizemeister Feldhockey Herren
1966, 1971, 1973, 1975 3. Platz Feldhockey Herren